# Tajlandia na Letnich Igrzyskach Olimpijskich 2004
Tajlandię na Letnich Igrzyskach Olimpijskich 2004 reprezentowało 42 zawodników (24 mężczyzn, 18 kobiet). Był to 13. występ reprezentacji Tajlandii na letnich igrzyskach olimpijskich. Reprezentacja zdobyła osiem medali, co jest najlepszym jej osiągnięciem na igrzyskach olimpijskich.

## Zdobyte medale
| Medal  | Zawodnik               | Dyscyplina           | Konkurencja           | Rezultat                                                       |
| ------ | ---------------------- | -------------------- | --------------------- | -------------------------------------------------------------- |
| Złoto  | Udomporn Polsak        | Podnoszenie ciężarów | waga do 53 kg kobiety | 222,5 kg                                                       |
| Złoto  | Pawina Thongsuk        | Podnoszenie ciężarów | waga do 75 kg kobiety | 272,5 kg                                                       |
| Złoto  | Manus Boonjumnong      | Boks                 | waga lekkopółśrednia  | w finale pokonał Kubańczyka Yudela Johnsona                    |
| Srebro | Worapoj Petchkoom      | Boks                 | waga kogucia          | w finale przegrał z Kubańczykiem Guillermo Rigondeaux          |
| Brąz   | Suriya Prasathinphimai | Boks                 | waga średnia          | w półfinale przegrał z Rosjaninem Gajdarbiekiem Gajdarbiekowem |
| Brąz   | Aree Wiratthaworn      | Podnoszenie ciężarów | waga do 48 kg kobiety | 200 kg                                                         |
| Brąz   | Wandee Kameaim         | Podnoszenie ciężarów | waga do 58 kg kobiety | 230 kg                                                         |
| Brąz   | Yaowapa Boorapolchai   | Taekwondo            | waga do 49 kg kobiety | w walece 0 3 miejsce pokonała Kolumbijkę Gladys Mora           |

## Skład reprezentacji

### Badminton
Mężczyźni
- Boonsak Ponsana - gra pojedyncza - 4. miejsce,
- Pramote Teerawiwatana, Tesana Panvisavas - gra podwójna - 9. miejsce,
- Sudket Prapakamol, Patapol Ngernsrisuk - gra podwójna - 17. miejsce
- Sudket Prapakamol, Saralee Thungthongkam - gra mieszana - 9. miejece

Kobiety
- Salakjit Ponsana - gra pojedyncza - 9. miejsce,
- Saralee Thungthongkam, Sathinee Chankrachangwong - gra podwójna - 5. miejsce

### Boks
Mężczyźni
- Suban Pannon - waga papierowa (do 48 kg) - 9. miejsce,
- Somjit Jongjohor - waga musza (do 51 kg) - 9. miejsce,
- Worapoj Petchkoom - waga kogucia (do 54 kg) - 2. miejsce,
- Somluck Kamsing - waga piórkowa (do 57 kg) - 17. miejsce,
- Manus Boonjumnong - waga lekkopółśrednia (do 64 kg) - 1. miejsce
- Suriya Prasathinphimai - waga średnia (do 75 kg) - 3. miejsce

### Jeździectwo
- Pongsiree Bunluewong - WKKW indywidualnie - nie została sklasyfikowana

### Lekkoatletyka
Kobiety
- Trecia Roberts - bieg na 100 m przez płotki - odpadła w eliminacjach,
- Noengrothai Chaipetch - skok wzwyż - 21. miejsce,
- Juttaporn Krasaeyan - pchnięcie kulą - 25. miejsce

### Pływanie
Mężczyźni
- Arwut Chinnapasaen - 50 m stylem dowolnym - 46. miejsce,
- Charnvudth Saengsri - 400 m stylem dowolnym - 33. miejsce, 1500 m stylem dowolnym - 27. miejsce,
- Ratapong Sirasanont - 200 m stylem klasycznym - 19. miejsce, 100 m stylem klasycznym - dyskwalifikacja

Kobiety
- Pilin Tachakittiranan - 200 m stylem dowolnym - 35. miejsce, 400 m stylem dowolnym - 34. miejsce,
- Chonlathorn Vorathamrong - 100 m stylem grzbietowym - 32. miejsce, 200 m stylem grzbietowym - 29. miejsce,
- Nimitta Thaveesupsoonthorn - 400 m stylem zmiennym - 22. miejsce

### Podnoszenie ciężarów
Mężczyźni
- Suriya Dattuyawat - waga do 69 kg - nie sklasyfikowany nie wystartował w podrzucie,

Kobiety
- Aree Wiratthaworn - waga do 48 kg - 3. miejsce,
- Udomporn Polsak - waga do 53 kg - 1. miejsce,
- Wandee Kameaim - waga do 58 kg - 3. miejsce,
- Pawina Thongsuk - waga do 75 kg - 1. miejsce

### Strzelectwo
Mężczyźni
- Jakkrit Panichpatikum - pistolet pneumatyczny 10 m - 36. miejsce, pistolet dowolny 50 m - 28. miejsce,
- Tevarit Majchacheeap - karabin pneumatyczny 10 m - 35. miejsce, karabin małokalibrowy trzy postawy 50 m - 16. miejsce, karabin małokalibrowy leżąc 50 m - 36. miejsce

### Szermierka
Mężczyźni
- Siriroj Rathprasert - szpada indywidualnie - 32. miejsce,
- Wiradech Kothny - szabla indywidualnie - 13. miejsce

### Taekwondo
Mężczyźni
- Ussadate Sutthikunkarn - waga do 58 kg - 11. miejsce,
- Kriangkrai Noikoed - waga do 80 kg - 11. miejsce,

Kobiety
- Yaowapa Boorapolchai - waga do 49 kg - 3. miejsce
- Nootcharin Sukkhongdumnoen - waga do 57 kg - 5. miejsce

### Tenis stołowy
Kobiety
- Nanthana Komwong - gra pojedyncza - 17. miejsce

### Tenis ziemny
Mężczyźni
- Paradorn Srichaphan - gra pojedyncza - 33. miejsce

Kobiety
- Tamarine Tanasugarn - gra pojedyncza - 33. miejsce

### Wioślarstwo
Kobiety
- Phuttharaksa Nikree - jedynki - 22. miejsce

### Żeglarstwo
Mężczyźni
- Arun Homraruen - windsurfing - 21. miejsce